# 순지
"순지"는 2009년에 개봉한 대한민국의 영화이다. 

## 캐스팅
- 장세윤 : 순지 역
- 김윤성 : 짜구 역
- 양임호 : 정순경 역
- 최대성 : 딱새 역
- 유정호 : 종대 역
- 이설구 : 계엄군 역
- 조영철
- 박정기
- 정수연
- 한태수
- 장문정
- 정용덕
- 김성님
- 채정기
- 민인식